# Кинмайер, Михаэль фон
Михаэль фон Кинмайер (нем. Michael von Kienmayer; 1755 — 1828) — австрийский генерал, участник Наполеоновских войн, генерал-губернатор Галиции.

## Биография
Родился 17 января 1755 года в Вене. В военную службу вступил в 1774 году юнкером в 26-й пехотный полк. С 1775 года был лейтенантом в 8-м драгунском полку, а с 1778 года служил в чине второго капитана в 35 гусарском полку. Здесь он принимал участие в войне за Баварское наследство.
Затем он принимал участие в австро-турецкой войне 1787—1790 годов. В 1788 году за отличие произведён в майоры, а в 1788 получил сразу два чина — подполковника и полковника. В том же году он был награждён рыцарским крестом ордена Марии Терезии.
В первых походах против Французской республики Кинмайер командовал 35-м гусарским полком, в 1794 году произведён в генерал-майоры.
В кампании 1799 года Кинмайер командовал 10-м гусарским полком и быстро выдвинулся на первые роли. К концу кампании 1800 года он уже командовал дивизией и блестяще проявил себя в сражении при Гогенлиндене.
После Люневильского мира, Кинмайер был назначен шефом 8-го гусарскаго полка.
В 1805 году, при начале новой войны с французами, поставлен с дивизией в Донауверте на левом берегу Дуная, тогда как главная австрийская армия шла к Ульму. Быстрые успехи французов принудили Кинмайера отступить в Райн, а оттуда до Мюнхена, чтобы не быть отрезанным неприятелем. 12 декабря приближение баварцев и французов заставило его очистить Мюнхен. Он двинулся к Инну, навстречу русским войскам, спешившим на помощь Австрии. Из Зальцбурга Кинмайер был выбит маршалом Бернадоттом, после чего он очистил Зальцахскую долину; часть его корпуса подчинена была генералу Мерфельдту, который повёл её в Штирию, на соединение с остатками войск принца Иоганна Лихтенштейна. Кинмайер со сводным австро-русским кавалерийским корпусом составлял арьергард главной союзной армии. Во время Аустерлицкого сражения он командовал авангардом левого крыла союзников, а потом прикрывал, вместе с дивизией князя Багратиона, отступление.
В кампании 1809 года Кинмайер командовал 2-м резервным корпусом в армии эрцгерцога Карла; но 20 апреля был уже присоединен к войскам левого фланга, состоявшим под начальством фельдмаршал-лейтенанта Гиллера. По сдаче Вены французам и победы, одержанной австрийцами при Асперне, Кинмайеру поручено было вторгнуться в тыл неприятельской армии в Франконию и Саксонию, дабы способствовать предполагаемому восстанию северо-германских государств против французов. Он занял Дрезден, завоеванный генералом ам Энде и удержался там до приближения короля Вестфальского, после чего отступил в Богемию и получил там известие о перемирии, заключённом в Цнайме.
В 1809 году Кинмайер был награждён командорским крестом ордена Марии Терезии и назначен главнокомандующим в Богемии и с 1810 года дополнительно был генерал-инспектором всех императорских конных заводов, потом произведён в генералы от кавалерии. 
В 1813 году был назначен генерал-губернатором Галиции, а в 1814 году переведён в этом же звании в Семиградскую область в Трансильвании. С 1816 года был членом австрийского Тайного совета. 
В 1820 году он был назначен командующим войсками в Моравии и Силезии. 16 ноября 1824 года он оставил все занимаемые должности и был зачислен в резерв.
В 1826 году Кинмайер окончательно вышел в отставку и скончался в Вене 18 октября 1828 года.